# Ebola
Ebola (též krvácivá horečka ebola) je virové onemocnění ze skupiny krvácivých (hemoragických) horeček, které napadá člověka a některé další primáty. Představuje jednu z nejnebezpečnějších nákaz, s jakou se kdy lidstvo setkalo. Původcem onemocnění je filovirus ebola. Dosud největší epidemie této nemoci s největším počtem úmrtí propukla v západní Africe v prosinci 2013, detekována byla však až v březnu roku 2014. Symptomy se obvykle začínají projevovat několik dní až tři týdny po nákaze virem, a to horečkou, bolestí v krku, bolestmi svalů a bolestí hlavy. Dále typicky následuje nevolnost, zvracení a průjem, společně se zhoršeným fungováním jater a ledvin. V této fázi začínají mít někteří lidé problémy s krvácením.
Virus ebola se poprvé objevil v roce 1976 a od té doby různé kmeny viru ebola způsobují epidemie s mírou letality dosahující 50–90 %. Místem epidemií byly především africké země Konžská demokratická republika, Konžská republika, Gabon, Uganda a Súdán, během žádné z jednotlivých epidemií nebylo nakaženo více než 500 osob.
V roce 2013 vypukla rozsáhlá epidemie v západoafrické Guineji, která se rozšířila do sousední Libérie, Sierry Leone, Mali a Senegalu i do nedaleké Nigérie. Epidemie skončila až v roce 2016, počet nakažených přesáhl 28 000 lidí a počet mrtvých 11 000 lidí.
V současnosti je známo 5 kmenů viru ebola. Tři z nich (ebola-Zair, ebola-Súdán a ebola-Bundibugyo) napadají člověka. Čtvrtý kmen (ebola-Pobřeží slonoviny, anglicky Taï Forest ebolavirus) dosud způsobil jen jedno zaznamenané lidské onemocnění, když došlo k přenosu choroby z pitvaného šimpanze, a nebylo smrtelné. Pátý kmen (ebola-Reston) napadá opice a prasata. Jméno ebola bylo převzato od řeky, která protéká oblastí, v níž propukla první epidemie této nemoci.

## Virus ebola
Virus ebola pochází z tzv. rodiny filovirů, ke které se mimo jiné řadí i virus marburg. Byl pojmenován po řece Ebola, v jejíž blízkosti byl poprvé (1976) zaznamenán výskyt doktorem Ngoy Musholaou ve vesnici Yambuku (Konžská demokratická republika, kmen Ebola-Zair, Ebola-Z), další výskyt byl krátce nato zaznamenán ve vesnici Nzara, v západním Súdánu (kmen Ebola-Súdán, Ebola-S). Z 602 identifikovaných případů bylo 397 smrtelných.
Kmen viru Súdán vykazuje menší míru smrtnosti, a to kolem 50 %; v porovnání s 90 % kmenu Ebola-Zaire. V roce 1990 byl identifikován třetí kmen viru ve městě Reston ve Virginii mezi opicemi importovanými z Filipín; pojmenován byl Ebola-Reston. U tohoto kmenu se zdá, že se dokáže šířit vzduchem. Ačkoliv čtyři zaměstnanci vykazovali pozitivní testy na virus, žádný z nich neonemocněl. Zdá se tedy, že tento kmen nemá fatální následky pro člověka. Další epidemie tohoto viru byla zaznamenána v roce 2008 mezi prasaty na Filipínách a následně u šesti zaměstnanců jatek. Žádný z nakažených zaměstnanců neonemocněl.
Ebola znova propukla v Konžské demokratické republice (v letech 1995, 2003, 2007, 2008, 2012, 2014 a 2018), v Gabonu (1994, 1996 a 2001), Ugandě (2000, 2007 a 2012), v Súdánu v roce 2004 a v Konžské republice (2001, 2002, 2003 a 2005). Nový podtyp byl izolován z vědce v Pobřeží slonoviny v roce 1994. V roce 2013 propukla rozsáhlá epidemie v západní Africe.

### Struktura viru
Zobrazení viru ebola elektronovým mikroskopem ukazuje vláknovitý charakter viru, tak typický pro filoviry. Virová vlákna jsou obvykle tvarována do mnoha podob včetně podoby „U“, „6“, svinuté podoby nebo i tzv. rozvětvené podoby. Pozorování a měření ukazují, že vlákna mohou mít v průměru 80 nm. Délka vlákna je však velice proměnlivá, byla zaznamenána vlákna dlouhá až 14 μm. První obrázek viru ebola byl získán pomocí elektronového mikroskopu 13. října roku 1976 doktorem F. A. Murphym, který toho času pracoval ve výzkumném středisku CDC (Centrum pro kontrolu chorob).

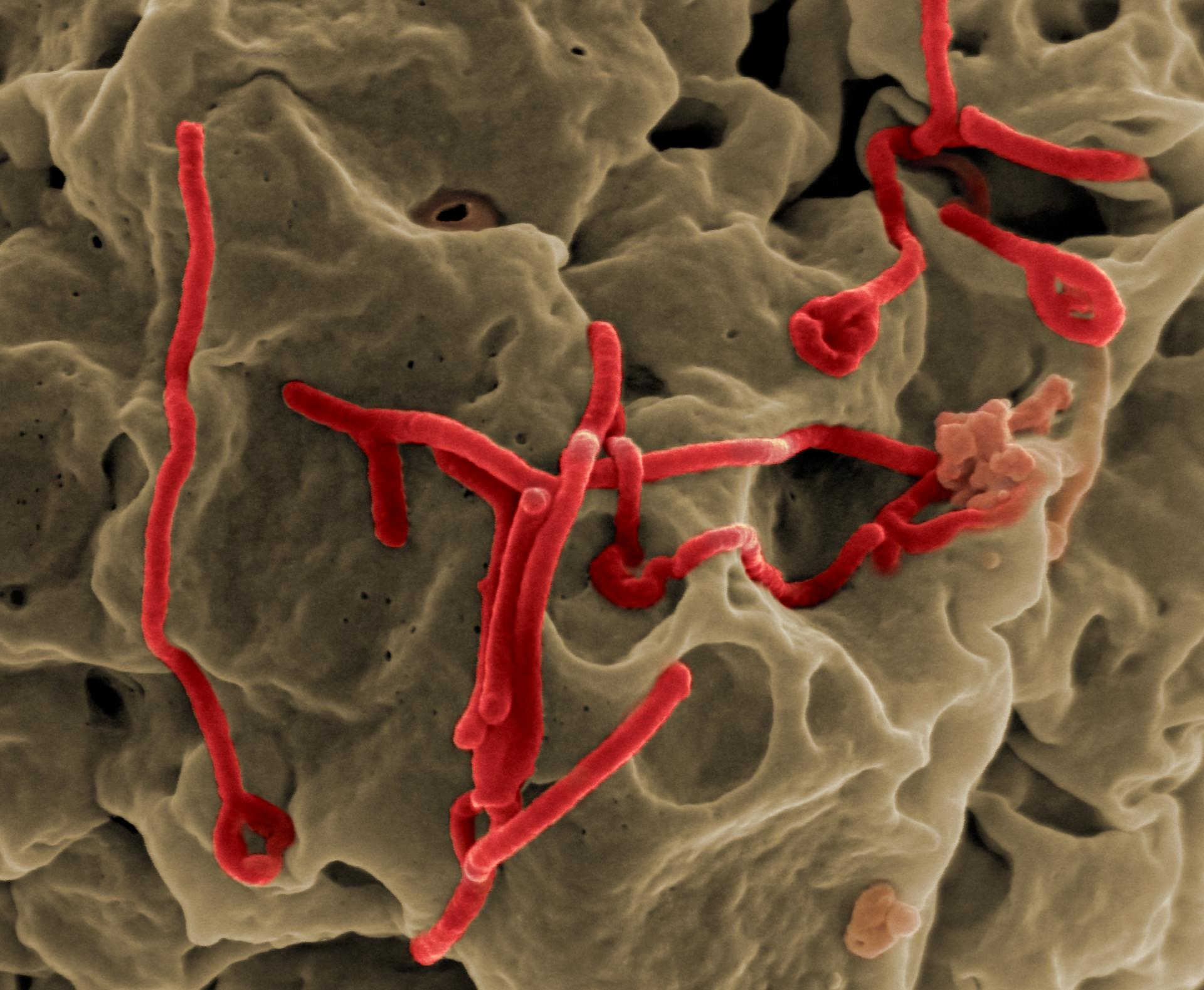
Virus eboly (1)

### Historie viru ebola

#### Ebola-Zaire (EBOV, dříve ZEBOV)
Ebola-Zaire (angl. Zaire ebolavirus) byl první objevený a nejnebezpečnější kmen eboly se smrtností až 90 %. Způsobuje největší počet onemocnění. Poprvé se objevil v roce 1976 ve vesnici Yambuku (Zaire – nyní Konžská demokratická republika). Pacient Mabelo Lokela, ředitel vesnické školy, přišel na kontrolu do místní misionářské nemocnice s horečkou. Jedna ze sester pracující v této nemocnici předpokládala, že se jedná o malárii, a dala mu injekci s chininem. Když se Lokela vrátil z nemocnice domů a zemřel, ženy z jeho rodné vesnice pro něj uspořádaly tradiční africký pohřeb. V přípravě na pohřeb odstranily z jeho těla veškerou krev a exkrementy přímo, bez jakékoliv ochrany, pouze holýma rukama. Většina z nich brzy poté zemřela.
Mezitím sestry v nemocnici měly epidemii eboly „přímo pod rukama“. Injekční stříkačka použitá pro chininovou injekci pro Lokelu byla nedostatečně sterilizována, a jelikož byly injekční stříkačky často znovu používány bez sterilizace, mohl se virus ebola šířit z pacienta na pacienta velice rychle. Po vypuknutí epidemie viru ebola (v té době neznámé nemoci), která se šířila v nemocnici, byl povolán doktor Ngoi Mushola, oblastní ředitel pro zdravotnictví. Vysvětlil personálu, jak správně sterilizovat injekční stříkačky a jak správně čistit vodu. Též jej instruoval, aby rodinám pacientů vysvětloval, že mrtvoly nesmí být pohřbívány přímo uvnitř domu nebo v jeho přímé blízkosti, přestože to místní tradice nařizovaly. Též informoval úřady v Kinshase.
Do oblasti byli posláni mikrobiologové a epidemiologové, kteří provedli pitvy zemřelých pacientů a shromažďovali vzorky. Krátce poté byla v celé oblasti vyhlášena karanténa, což se brzy ukázalo jako správné řešení, a šíření viru ebola se tak dostalo pod kontrolu. Tato karanténa zjednodušeně znamenala, že oblast byla izolována do té doby, než všichni infikovaní pacienti zemřeli. Doktor Ngwete Kikhela, ministr zdravotnictví, též požádal o pomoc Centrum pro kontrolu chorob (CDC) v USA. CDC informovalo mezinárodní komunitu o této epidemii a jejích možných následcích. 13. října 1976 pořídil americký virolog Frederick A. Murphy v laboratořích CDC první fotografii viru Ebola.
Výskyt viru: rok 1976: 318 nemocných/208 zemřelo, 1977: 1/1, 1994: 49/29, 1995: 315/256, 1996: 93/68, 2001–2002: 122/97, 2003: 142/128.[zdroj⁠?!] Smrtnost se pohybuje mezi 60–90 % v závislosti na jednotlivých podkmenech viru. Přirozený rezervoár je neznámý, podezřívány jsou některé antilopy či netopýři.

#### Ebola-Súdán (SUDV, dříve SEBOV)
Těsně po propuknutí nákazy v Zairu vypukla podobná epidemie ve městech Nzara a Maridi v Súdánu. První případ se vyskytl ve městě Nzara a se týkal pracovníka místního závodu na zpracování bavlny. Tato továrna byla původně považována za hlavní místo výskytu a ložisko viru ebola. Ačkoliv bylo otestováno mnoho živočichů zde žijících, od pavouků, hmyzu, krys až po netopýry, žádný z testů nic neprokázal. Přírodní zásobárna a ložisko viru Ebola-Súdán je stále neznámé.
Dalším případem byla smrt vlastníka nočního klubu ve městě Nzara, který si mohl dovolit lepší lékařskou péči v nemocnici ve městě Maridi. I zde sestry nedostatečně sterilizovaly injekční stříkačky a nemocnice se stejně jako v Yambuku stala líhní pro nové případy onemocnění virem ebola.
Naposledy propukla Ebola-Súdán (angl. Sudan ebolavirus) v květnu 2004. Od května roku 2004 se nakazilo jen v okrsku Yambio 20 lidí, 5 z nich zemřelo. CDC potvrdilo již krátce po vypuknutí, že se skutečně jedná o Ebola-Súdán.
Kmen ebola-Súdán je vzácnější a méně nebezpečný. Objevil se pouze třikrát (1976: 285 nakažených/151 zemřelo, 1979: 34/23, 2001–2002: 425/226). Celkem onemocnělo 744 lidí, z nichž zemřelo 400. Smrtnost se pohybuje kolem 60 %.

#### Ebola-Reston (RESTV, dříve REBOV)
V roce 1989 makakové zanesli nový kmen viru ebola do karanténního zařízení pro opice ve městě Reston v americké Virginii. U čtyř zaměstnanců se objevily protilátky z nakažení virem ebola, ale žádný z nich neonemocněl. Ebola-Reston (angl. Reston ebolavirus) se od té doby pravidelně objevuje jako nákaza opic, ale žádný člověk se ještě nenakazil; přesný důvod lidské imunity je neznámý. Za přírodní rezervoár je považován makak a kočkodan.
V roce 2008 byl virus Ebola-Reston nalezen v uhynulých filipínských prasatech. I zde se ukázalo, že mají pracovníci chovu proti viru protilátky.

#### Ebola-Pobřeží slonoviny (TAFV, dříve CIEBOV; angl. Taï Forest ebolavirus)
V roce 1994 se vědec pracující s virem ebola nakazil poté, co prováděl pitvu na divokém šimpanzovi. Onemocnění mělo mírnou formu a vědec se plně uzdravil. Vzhledem k nedostatku dat nejsou o kmenu známy bližší informace.

#### Ebola-Bundibugyo (BDBV, dříve BEBOV; angl. Bundibugyo ebolavirus)
V roce 2007 se v Ugandě (oblast Bundibugyo) objevil nový typ viru, který způsobil přes sto případů nemoci a téměř 40 úmrtí. V roce 2012 se znovu objevil v Konžské demokratické republice.

#### Statistiky
| Datum                              | Stát                                                                                     | Virus podtyp            | Počet případů | Počet úmrtí | Smrtnost v % |
| ---------------------------------- | ---------------------------------------------------------------------------------------- | ----------------------- | ------------- | ----------- | ------------ |
| 1976                               | Zaire (dnes Konžská demokratická republika)                                              | Ebola-Zaire             | 318           | 280         | 88 %         |
| 1976                               | Súdán (dnes Jižní Súdán)                                                                 | Ebola-Súdán             | 284           | 151         | 53 %         |
| 1977                               | Zaire (dnes Konžská demokratická republika)                                              | Ebola-Zaire             | 1             | 1           | 100 %        |
| 1979                               | Súdán (dnes Jižní Súdán)                                                                 | Ebola-Súdán             | 34            | 22          | 65 %         |
| 1994                               | Gabon                                                                                    | Ebola-Zaire             | 52            | 31          | 60 %         |
| 1994                               | Pobřeží slonoviny                                                                        | Ebola-Pobřeží slonoviny | 1             | 0           | 0 %          |
| 1995                               | Libérie                                                                                  | Ebola-Pobřeží slonoviny | 1             | 0           | 0 %          |
| 1995                               | Konžská demokratická republika                                                           | Ebola-Zaire             | 315           | 250         | 81 %         |
| 1996 (leden – duben)               | Gabon                                                                                    | Ebola-Zaire             | 37            | 21          | 57 %         |
| 1996–1997 (červenec–leden)         | Gabon                                                                                    | Ebola-Zaire             | 60            | 45          | 74 %         |
| 1996                               | Jihoafrická republika                                                                    | Ebola-Zaire             | 1             | 1           | 100 %        |
| 2000–2001                          | Uganda                                                                                   | Ebola-Súdán             | 425           | 224         | 53 %         |
| 2001–2002 (1. říjen – 2. březen)   | Gabon                                                                                    | Ebola-Zaire             | 65            | 53          | 82 %         |
| 2001–2002 (1. říjen – 2. březen)   | Konžská demokratická republika                                                           | Ebola-Zaire             | 59            | 44          | 75 %         |
| 2002–2003 (2. prosinec – 3. duben) | Konžská demokratická republika                                                           | Ebola-Zaire             | 143           | 128         | 89 %         |
| 2003                               | Konžská demokratická republika                                                           | Ebola-Zaire             | 35            | 29          | 83 %         |
| 2004                               | Súdán (dnes Jižní Súdán)                                                                 | Ebola-Súdán             | 17            | 7           | 41 %         |
| 2005                               | Konžská republika                                                                        | Ebola-Zaire             | 12            | 10          | 83 %         |
| 2007                               | Konžská demokratická republika                                                           | Ebola-Zaire             | 264           | 187         | 71 %         |
| 2007                               | Uganda                                                                                   | Ebola-Bundibugyo        | 149           | 37          | 25 %         |
| 2008                               | Konžská demokratická republika                                                           | Ebola-Zaire             | 32            | 14          | 44 %         |
| 2011                               | Uganda                                                                                   | Ebola-Súdán             | 1             | 1           | 100 %        |
| 2012                               | Uganda                                                                                   | Ebola-Súdán             | 24            | 17          | 71 %         |
| 2012                               | Uganda                                                                                   | Ebola-Súdán             | 7             | 4           | 57 %         |
| 2012                               | Konžská demokratická republika                                                           | Ebola-Bundibugyo        | 57            | 29          | 51 %         |
| 2013–2016                          | Guinea, Libérie, Sierra Leone, Mali, Nigérie, Senegal, Spojené státy americké, Španělsko | Ebola-Zaire             | 28 616        | 11 310      | 40 %         |
| 2014                               | Konžská demokratická republika                                                           | Ebola-Zaire             | 71            | 43          | 61 %         |
| 2018                               | Konžská demokratická republika                                                           | Ebola-Zaire             | 54            | 33          | 61 %         |
| 2018–2020                          | Konžská demokratická republika, Uganda                                                   | Ebola-Zaire             | 3470          | 2280        | 66 %         |
| 2020                               | Konžská demokratická republika                                                           | Ebola-Zaire             | 130           | 555         | 42 %         |
| 2021                               | Konžská demokratická republika                                                           | Ebola-Zaire             | 12            | 6           | 50 %         |
| 2021                               | Guinea                                                                                   | Ebola-Zaire             | 23            | 12          | 52 %         |
| 2021                               | Konžská demokratická republika                                                           | Ebola-Zaire             | 11            | 9           | 82 %         |
| 2022–2023                          | Uganda                                                                                   | Ebola-Súdán             | 164           | 77          | 47 %         |

## Krvácivá horečka ebola
Inkubační doba viru ebola může být 2 dny až 3 týdny (obvykle 7–10 dnů). Symptomy se liší, ale počátek nákazy je obvykle náhlý a je charakterizován vysokými horečkami, skleslostí, svalovými bolestmi, bolestmi v kloubech, bolestmi v oblasti břicha a bolestmi hlavy.
Častým symptomem je zvracení, průjem, poškození ústní části, zánět spojivek, krvácení jak vnitřní, tak vnější, obvykle nejprve skrz trávicí ústrojí (často zaměňováno s příznaky úplavice či tyfu[nepřesný odkaz]), posléze ze všech tělesných otvorů. Dochází k těžkému poškození vnitřních orgánů, zejména jater (lékaři provádějící pitvu zemřelých popisovali stav jejich jater slovy „jako namixovaná“ či „krvavá kaše“). Počet přeživších pacientů závisí na kmenu viru a na fyzické kondici pacienta. Smrt nebo postupné uzdravování nastává obvykle v rozmezí 6–10 dnů.

### Přenos a diagnóza
K přenosu viru může dojít při kontaktu s krví nebo tělními tekutinami nakaženého zvířete (běžně opice nebo kaloni). Šíření vzduchem nebylo v přirozeném prostředí zaznamenáno. Má se za to, že kaloni virus přenášejí a šíří, aniž by je samotné postihoval. Jakmile dojde k nákaze člověka, může se onemocnění šířit i mezi lidmi. Muži, kteří nákazu přežijí, mohou onemocnění šířit prostřednictvím spermatu téměř dva měsíce.
Za účelem stanovení diagnózy se obvykle nejdříve vyloučí ostatní onemocnění s podobnými symptomy, jako například malárie, cholera a další virové krvácivé horečky. Za účelem potvrzení diagnózy jsou krevní vzorky testovány na virové protilátky, virovou RNA nebo virus samotný.

### Léčba
Pracovat s virem ebola se smí (mimo samotné místo epidemie) pouze v laboratořích se 4. úrovní bezpečnosti. Jedno z těchto pracovišť se nachází i v Česku; je jím Centrum biologické ochrany Těchonín v Orlických horách. Pacienti musí být důkladně izolováni, personál používá ochranný oděv.
V roce 2020 americký Úřad pro kontrolu potravin a léčiv schválil dvě léčiva na bázi monoklonálních protilátek – kombinační lék REGN-EB3 (Atoltivimab/maftivimab/odesivimab, Inmazeb) a mAb114 (Ansuvimab, Ebanga). Jejich dostupnost v Africe je však omezená, výrobní náklady účinné dávky pro jednoho pacienta i případě velkosériové výroby překračují 250 amerických dolarů. Použití těchto dvou léčiv doporučila v roce 2022 i WHO. Obě léčiva jsou zacílena na kmen Ebola-Zaire, jejich účinnost proti jiným kmenům je omezená.
Pokud není léčivo k dispozici; mezi snahy pomoci nakaženým osobám patří buď orální rehydratační léčba (podává se mírně sladká a slaná voda) nebo nitrožilně podávané tekutiny. S onemocněním je spojena vysoká letalita: často zabíjí 50 % až 90 % osob nakažených virem. Virus prakticky nereaguje na léčbu interferonem. Účinnost všech známých virostatik je téměř nulová nebo velice slabá. Sérum získané z přeživších nemocných má jen velmi omezený účinek a jeho výroba a uchovávání jsou neúnosně drahé.

### Vývoj léčiv
Ve vývoji bylo několik léčiv. Vzhledem k rozsáhlé epidemii v roce 2014 americký Úřad pro kontrolu potravin a léčiv (FDA) povolil použití dvou z těchto léků u nemocných, konkrétně pak léčiv ZMapp (nedosáhlo ani první fáze klinických testů) a TKM-Ebola (staženo z první fáze klinických testů kvůli vedlejším účinkům).
V listopadu 2018 byla zahájena studie PALM, která srovnávala léčiva ZMapp, remdesivir, mAb114 a REGN-B3. V srpnu 2019 bylo na základě průběžných dat rozhodnuto studii zastavit a dále pokračovat pouze ve zkoumání léků mAb114 a REGN-B3. Současně se tyto léky stanou běžně dostupné pro nakažené.
Podle předběžných dat, na základě prvních 499 lidí účastných studie zemřelo 53 % pacientů, kterým byl podáván remdesivir a 49 % ZMapp. Úmrtnost byla 34% u mAb114 a 29% u REGN-EB3.
Monoklonální protilátka mAb114 byla izolována z krve přeživšího epidemii eboly v roce 1995 ve městě Kikwit v Konžské demokratické republice. Vyvinula ji US National Institute of Allergy and Infectious Diseases (NIAID). Dnes ji vyrábí floridská společnost Ridgeback Biotherapeutics. REGN-EB3 je směs třech lidských monoklonálních protilátek typu IgG1 (REGN3470, REGN3471, a REGN3479, v poměru 1 : 1 : 1), které jsou produkovány pomocí technologie využívající transgenní myši. Vyrábí ji Regeneron Pharmaceuticals z města Tarrytown, New York.
V roce 2019 WHO doporučila v léčebných centrech v Konžské demokratické republice používat na léčbu mAb114 a REGN-B3, i když jejich vývoj nebyl ukončen. ZMapp a remdesivir by se již neměly používat. Obě léčiva v roce 2020 schválil FDA a v roce 2022 jejich obecné použití doporučila i WHO.

### Vývoj vakcín
Ve vývoji je také několik vakcín. První testy jedné z nich na lidech se uskutečnily 18. listopadu 2003. V roce 2009 byla jedna z vakcín preventivně použita v Německu, když se jedna z vědkyň píchla do prstu injekční jehlou, kterou předtím virem ebola infikovala laboratorní myši. Nemoc u ní nepropukla, zda však byla nakažena, není známo. Podle objevitele jedné z vakcín, Petera Walshe, brání rychlému vývoji vakcín nedostatek peněz, který souvisí s tím, že nemoc postihuje zejména chudé Afričany na venkově, kteří nejsou pro farmaceutické společnosti atraktivními zákazníky.
Vakcínu rVSV-ZEBOV vyvinuli kanadští vědci začátkem 21. století, její testování však dále nepokračovalo. Vývoj byl obnoven v souvislosti s velkou epidemií v roce 2014, kdy licenci odkoupila americká farmaceutická společnost Merck & Co. Vakcína byla úspěšně použita při epidemii v roce 2018; bylo vakcinováno 3330 lidí.
V listopadu 2019 Evropská komise udělila vakcíně podmínečnou registraci na doporučení Evropské lékové agentury, plná autorizace byla udělena v lednu 2021. Její použití doporučila i WHO. Při ceně jedné dávky 100 amerických dolarů je však dostupnost vakcíny v Africe omezená, komplikovaná je i její logistika, když musí být uchovávána a přepravována v chladu v teplotě mezi −70 °C.
V červenci 2020 Evropská komise udělila podmínečnou registraci na doporučení Evropské lékové agentury dvoudávkové vakcíně Ad26.ZEBOV/MVA-BN-Filo (Zabdeno/Mvabea) vyvinuté belgickou společností Janssen Pharmaceutica spadající pod Johnson & Johnson. Vakcína však vyžaduje podání dvou dávek s odstupem 56 dnů, proto není optimální pro reaktivní očkování během epidemií, kdy je rychlá ochrana prostřednictvím úplného očkování naprosto nezbytná pro omezení šíření infekce.

### Možné následky nemoci
Možným následkem je ohluchnutí, oslepnutí, poruchy hybnosti, zánět míchy a kostní dřeně, zánět osrdečníku, záněty očních struktur, příušnice, zánět slinivky břišní, zánět varlat.

### Prevence
Prevence zahrnuje omezení šíření onemocnění z nakažených opic a prasat na člověka. Toho lze dosáhnout kontrolováním těchto zvířat z hlediska nákazy a jejich utracením a řádnou likvidací těl v případě potvrzení onemocnění. Nápomocné může být i správné vaření masa a nošení ochranného oděvu při manipulaci s masem. Nošení ochranného oděvu a mytí rukou při pohybu v okolí nakažené osoby je rovněž samozřejmostí. Se vzorky tělesných tekutin a tkání nakažených osob by se mělo zacházet se zvláštní opatrností.

### Trendy
Je nanejvýš obtížné předvídat propuknutí epidemií eboly. Rezervoárem viru jsou zejména rozličné divoce žijící africké opice. Výzkumy ukazují, že vypuknutým epidemiím mezi lidmi předcházelo vypuknutí epidemie mezi opicemi, nicméně zatím není příliš pravděpodobné, že by se vymírání přirozených nositelů onemocnění podařilo v divočině zavčas zjistit a připravit se tak na zvýšené riziko přenosu na lidi a vypuknutí epidemie. Bezpříznakovým přenašečem mohou být v přírodě někteří netopýři.
Pokud jde o domácí zvířata, onemocnět ebolou mohou i prasata, zpravidla bezpříznakovými přenašeči se mohou stát psi. Existují vážné obavy ze zanesení nemoci do civilizovaného světa turisty či domácími mazlíčky.
Známo také není, jaký je vývoj viru ebola. Neexistuje žádná informace o člověku, který byl infikován virem ebola dvakrát a přežil, aby mohlo být prokázáno, zda je, či není možné, že po prvním nakažení virem ebola je daný jedinec imunní vůči všem mutacím. Je však znám případ britské zdravotní sestry, Pauline Cafferkeyové, u které virus v jejím těle opakovaně přežívá.

## Bioterorismus
Existují obavy z využití eboly teroristy nebo některými nebezpečnými režimy jakožto biologické zbraně. Někteří vědci tvrdí, že využití viru ebola jako biologické zbraně je možné, avšak nepravděpodobné. Přeměna viru ebola do biologické zbraně by podle nich byla náročná a má i své omezení; ebola by musela být přenášena vzduchem, aby byla efektivní. Ačkoliv se má za to, že se ebola může šířit vzduchem v kapičkách vody (případ Reston), u nejnebezpečnějších kmenů tato vlastnost známa není. Mnozí další vědci optimismus kolegů nesdílejí a jejich obavy ještě vzrostly v roce 1992, když se na Západ dostaly podrobnosti o ruských biologických zbrojních programech. Podle doktora Kanatžana Alibekova vynaložil SSSR (a následně Rusko) obrovské prostředky na výzkum eboly a pokusy „zkřížit ji“ s virem neštovic a virem machupo (do roku 1992 neúspěšně).

## Ohlasy v literatuře
- Richard Preston napsal thriller The Hot Zone (v češtině vyšlo jako Zákeřná Ebola; Praha: Knižní klub, 1996; 2. vyd. 2014) podle skutečných událostí, ve kterém popisuje propuknutí epidemie filoviru Marburg, snahu vypátrat jeho zdroj v jeskyni Kitum na Mount Elgon a objevení viru ebola v Restonu ve Virginii.
- William T. Close: Ebola (Ostrava: Středoevropské nakl., 1996)
- Robert Liparulo: Virus (Praha: Talpress, 2008)
- Robin Cook: Nákaza (Praha: Ikar, 1993; 2. vyd. Praha: Knižní klub, 2012)
- Tom Clancy: Z rozkazu prezidenta (Praha: BB art, 1998)
- Frank Ryan: Viry Hrozba našeho času (Praha: Práh, 1998) str. 147–220
- Tom Mangold: A mnoho lidí zemřelo – pravda o biologických válkách (Praha: Themis, 2001)